# Furcifer oustaleti
Furcifer oustaleti är en ödleart som beskrevs av  François Mocquard 1894. Furcifer oustaleti ingår i släktet Furcifer och familjen kameleonter. IUCN kategoriserar arten globalt som livskraftig. Inga underarter finns listade i Catalogue of Life.
Arten förekommer på Madagaskar. En population introducerades i Florida i USA. Honor lägger ägg.